# I 100 migliori album italiani secondo Rolling Stone
La lista dei 100 migliori album italiani secondo Rolling Stone Italia è un elenco di album discografici italiani pubblicato il 30 gennaio 2012 dalla versione italiana della rivista musicale Rolling Stone.

## Descrizione
È stata redatta chiedendo a cento giudici di esprimere un parere sui migliori dischi italiani degli ultimi 50 anni, inserendo un solo album per artista. L'elenco è stato ottenuto dalla somma matematica dei voti della giuria.

## Accoglienza
La lista è stata criticata per l'eterogeneità dei generi considerata, sia per la composizione della giuria composta da 100 membri che comprendevano personaggi della letteratura, dell'arte, della politica, della musica, del giornalismo, della moda o dello sport e, inoltre, è stata fatta notare l'assenza di noti cantautori come Claudio Baglioni e la presenza invece di nomi ormai dimenticati.

## Classifica
| Pos. | Album                                                  | Artista                                      | Anno |
| ---- | ------------------------------------------------------ | -------------------------------------------- | ---- |
| 1    | Bollicine                                              | Vasco Rossi                                  | 1983 |
| 2    | La voce del padrone                                    | Franco Battiato                              | 1981 |
| 3    | Una donna per amico                                    | Lucio Battisti                               | 1978 |
| 4    | Crêuza de mä                                           | Fabrizio De André                            | 1984 |
| 5    | Lorenzo 1994                                           | Jovanotti                                    | 1994 |
| 6    | Ovunque proteggi                                       | Vinicio Capossela                            | 2006 |
| 7    | Siberia                                                | Diaframma                                    | 1984 |
| 8    | Linea Gotica                                           | Consorzio Suonatori Indipendenti             | 1996 |
| 9    | Arbeit macht frei                                      | Area                                         | 1973 |
| 10   | Adriano Celentano con Giulio Libano e la sua orchestra | Adriano Celentano                            | 1960 |
| 11   | Buon compleanno Elvis                                  | Luciano Ligabue                              | 1995 |
| 12   | Affinità-divergenze fra il compagno Togliatti e noi    | CCCP - Fedeli alla linea                     | 1985 |
| 13   | I buoni e i cattivi                                    | Edoardo Bennato                              | 1974 |
| 14   | Mio fratello è figlio unico                            | Rino Gaetano                                 | 1976 |
| 15   | Elio Samaga Hukapan Kariyana Turu                      | Elio e le Storie Tese                        | 1989 |
| 16   | Microchip emozionale                                   | Subsonica                                    | 1999 |
| 17   | Nero a metà                                            | Pino Daniele                                 | 1980 |
| 18   | Stanze                                                 | Massimo Volume                               | 1993 |
| 19   | Wow                                                    | Verdena                                      | 2011 |
| 20   | Rimmel                                                 | Francesco De Gregori                         | 1975 |
| 21   | La malavita                                            | Baustelle                                    | 2005 |
| 22   | Luigi Tenco                                            | Luigi Tenco                                  | 1962 |
| 23   | Socialismo tascabile (Prove tecniche di trasmissione)  | Offlaga Disco Pax                            | 2005 |
| 24   | Traslocando                                            | Loredana Bertè                               | 1982 |
| 25   | SxM                                                    | Sangue Misto                                 | 1994 |
| 26   | Oro, incenso e birra                                   | Zucchero Fornaciari                          | 1989 |
| 27   | Sugo                                                   | Eugenio Finardi                              | 1976 |
| 28   | Verità supposte                                        | Caparezza                                    | 2003 |
| 29   | Via Paolo Fabbri 43                                    | Francesco Guccini                            | 1976 |
| 30   | A sangue freddo                                        | Il Teatro degli Orrori                       | 2009 |
| 31   | Dreamland                                              | Black Box                                    | 1990 |
| 32   | Confusa e felice                                       | Carmen Consoli                               | 1997 |
| 33   | La testa indipendente                                  | Tre Allegri Ragazzi Morti                    | 2001 |
| 34   | Sempre più vicini                                      | Casino Royale                                | 1995 |
| 35   | Zerofobia                                              | Renato Zero                                  | 1977 |
| 36   | Sanacore                                               | Almamegretta                                 | 1995 |
| 37   | Un sabato italiano                                     | Sergio Caputo                                | 1983 |
| 38   | Mentre tutto scorre                                    | Negramaro                                    | 2005 |
| 39   | La morte dei miracoli                                  | Frankie hi-nrg mc                            | 1997 |
| 40   | Lucio Dalla                                            | Lucio Dalla                                  | 1979 |
| 41   | Non è per sempre                                       | Afterhours                                   | 1999 |
| 42   | Sick Soundtrack                                        | Gaznevada                                    | 1980 |
| 43   | Horror vacui                                           | Linea 77                                     | 2008 |
| 44   | Storia di un minuto                                    | Premiata Forneria Marconi                    | 1972 |
| 45   | Suicidio                                               | Faust'O                                      | 1978 |
| 46   | Canzoni da spiaggia deturpata                          | Le luci della centrale elettrica             | 2008 |
| 47   | Controcultura                                          | Fabri Fibra                                  | 2010 |
| 48   | Far finta di essere sani                               | Giorgio Gaber                                | 1973 |
| 49   | Curre curre guaglió                                    | 99 Posse                                     | 1993 |
| 50   | Panama e dintorni                                      | Ivano Fossati                                | 1981 |
| 51   | Uomo di pezza                                          | Le Orme                                      | 1972 |
| 52   | Aria                                                   | Alan Sorrenti                                | 1972 |
| 53   | Hanno ucciso l'Uomo Ragno                              | 883                                          | 1992 |
| 54   | Vai Rrouge!                                            | Enrico Ruggeri                               | 1987 |
| 55   | A Berlino... va bene                                   | Garbo                                        | 1981 |
| 56   | Rock '80                                               | Artisti vari                                 | 1980 |
| 57   | Tutto il resto è noia                                  | Franco Califano                              | 1977 |
| 58   | Parsifal                                               | Pooh                                         | 1973 |
| 59   | Profondo rosso                                         | Goblin                                       | 1975 |
| 60   | Nessuno è solo                                         | Tiziano Ferro                                | 2006 |
| 61   | Pigro                                                  | Ivan Graziani                                | 1978 |
| 62   | Rockmantico                                            | Alberto Camerini                             | 1982 |
| 63   | A Race with the Devil                                  | Vanadium                                     | 1983 |
| 64   | Sirio 2222                                             | Il Balletto di Bronzo                        | 1970 |
| 65   | Chinese Restaurant                                     | Krisma                                       | 1977 |
| 66   | Kinotto                                                | Skiantos                                     | 1979 |
| 67   | Ho visto anche degli zingari felici                    | Claudio Lolli                                | 1976 |
| 68   | Il vile                                                | Marlene Kuntz                                | 1996 |
| 69   | Lo spirito continua                                    | Negazione                                    | 1986 |
| 70   | Concerti                                               | Paolo Conte                                  | 1985 |
| 71   | Latin Lover                                            | Gianna Nannini                               | 1982 |
| 72   | Tango                                                  | Matia Bazar                                  | 1983 |
| 73   | Patty Pravo                                            | Patty Pravo                                  | 1968 |
| 74   | Pipes & Flowers                                        | Elisa                                        | 1997 |
| 75   | Gianni Morandi                                         | Gianni Morandi                               | 1963 |
| 76   | La voglia la pazzia l'incoscienza l'allegria           | Ornella Vanoni, Toquinho, Vinícius de Moraes | 1976 |
| 77   | Reset                                                  | Negrita                                      | 1999 |
| 78   | Maggese                                                | Cesare Cremonini                             | 2005 |
| 79   | Alberto Fortis                                         | Alberto Fortis                               | 1979 |
| 80   | Gino Paoli allo Studio A                               | Gino Paoli                                   | 1965 |
| 81   | Mina Live '78                                          | Mina                                         | 1978 |
| 82   | Punk... Not Diet!                                      | Giardini di Mirò                             | 2003 |
| 83   | La gatta Cenerentola                                   | Nuova Compagnia di Canto Popolare            | 1976 |
| 84   | Il tuffatore                                           | Flavio Giurato                               | 1982 |
| 85   | Biglietto per l'Inferno                                | Biglietto per l'Inferno                      | 1974 |
| 86   | 17 re                                                  | Litfiba                                      | 1986 |
| 87   | Pompa                                                  | Squallor                                     | 1977 |
| 88   | In circolo                                             | Perturbazione                                | 2002 |
| 89   | Le radici e le ali                                     | Gang                                         | 1991 |
| 90   | Io e te abbiamo perso la bussola                       | Piero Ciampi                                 | 1973 |
| 91   | Gloria                                                 | Umberto Tozzi                                | 1979 |
| 92   | Darwin!                                                | Banco del Mutuo Soccorso                     | 1972 |
| 93   | Metallo non metallo                                    | Bluvertigo                                   | 1997 |
| 94   | Carboni                                                | Luca Carboni                                 | 1992 |
| 95   | Andate tutti affanculo                                 | The Zen Circus                               | 2009 |
| 96   | Un sole che brucia                                     | Africa Unite                                 | 1995 |
| 97   | Quelli che...                                          | Enzo Jannacci                                | 1975 |
| 98   | Acido Acida                                            | Prozac+                                      | 1998 |
| 99   | Mectpyo Bakterium                                      | Maurizio Bianchi                             | 1982 |
| 100  | Sotto il segno dei pesci                               | Antonello Venditti                           | 1978 |

## Numero di album per ogni decennio
- 1960: 5
- 1970: 33
- 1980: 24
- 1990: 22
- 2000: 14
- 2010: 2

L'album più vecchio presente nella lista è Adriano Celentano con Giulio Libano e la sua orchestra del 1960, mentre il più recente è Wow dei Verdena del 2011. L'anno in cui è stato pubblicato il maggior numero di album facenti parte della lista è il 1976, con 6 album.

## Collaboratori in più album

### 6
- Mauro Pagani (Crêuza de mä, Ovunque proteggi, Storia di un minuto, Latin Lover, Le radici e le ali, Metallo non metallo)

### 5
- Aldo Banfi (Bollicine, Crêuza de mä, Lucio Dalla, A Berlino... va bene, Mina Live '78)

### 4
- Mogol (Una donna per amico, Mentre tutto scorre, Storia di un minuto, Mina Live '78)
- Ares Tavolazzi (Ovunque proteggi, Sugo, Via Paolo Fabbri 43, Concerti)
- Giorgio Canali (Linea Gotica, La testa indipendente, Canzoni da spiaggia deturpata, Andate tutti affanculo)
- Paolo Tofani (Arbeit macht frei, Sugo, Rock '80, Kinotto)
- Antonio Marangolo (Un sabato italiano, Panama e dintorni, Profondo rosso, Concerti)
- Caesar Monti (Storia di un minuto, Biglietto per l'Inferno, Darwin!, Quelli che...)
- Sergio Bardotti (Patty Pravo, La voglia la pazzia l'incoscienza l'allegria, Gino Paoli allo Studio A, Quelli che...)

### 3
- Rudy Trevisi (Bollicine, Dreamland, Carboni)
- Claudio Pascoli (La voce del padrone, Pigro, Alberto Fortis)
- Walter Calloni (Crêuza de mä, Sugo, Pigro)
- Franco Mussida (Crêuza de mä, Storia di un minuto, Alberto Fortis)
- Candelo Cabezas (Lorenzo 1994, Buon compleanno Elvis, Le radici e le ali)
- Gianni Maroccolo (Linea Gotica, Il vile, 17 re)
- Alessandro Colombini (I buoni e i cattivi, Lucio Dalla, Darwin!)
- Bruno De Filippi (Nero a metà, Mina Live '78, Quelli che...)
- Francesco De Gregori (Rimmel, Oro, incenso e birra, Lucio Dalla)
- Lucio Dalla (Rimmel, Lucio Dalla, Gino Paoli allo Studio A)
- Ivano Fossati (Traslocando, Panama e dintorni, Mina Live '78)
- Corrado Rustici (Oro, incenso e birra, Mentre tutto scorre, Pipes & Flowers)
- Gian Piero Reverberi (Luigi Tenco, Lucio Dalla, Uomo di pezza)
- Nanni Ricordi (Luigi Tenco, Un sabato italiano, Quelli che...)
- Daniele Sepe (Sanacore, Curre curre guaglió, Le radici e le ali)

### 2
- Roberto Costa (Bollicine, Ho visto anche degli zingari felici)
- Ernesto Vitolo (Bollicine, Nero a metà)
- Claudio Golinelli (Bollicine, Latin Lover)
- Dodi Battaglia (Bollicine, Parsifal)
- Lele Melotti (Bollicine, Le radici e le ali)
- Lella Esposito (Bollicine, Mina Live '78)
- Wanda Radicchi (Bollicine, Mina Live '78)
- Franco Battiato (La voce del padrone, Linea Gotica)
- Alberto Radius (La voce del padrone, Suicidio)
- Lucio Battisti (Una donna per amico, Mina Live '78)
- Maurizio Preti (Crêuza de mä, Via Paolo Fabbri 43)
- Edoardo De Angelis (Ovunque proteggi, La malavita)
- Giovanni Lindo Ferretti (Linea Gotica, Affinità-divergenze fra il compagno Togliatti e noi)
- Massimo Zamboni (Linea Gotica, Affinità-divergenze fra il compagno Togliatti e noi)
- Francesco Magnelli (Linea Gotica, 17 re)
- Patrick Djivas (Arbeit macht frei, Alberto Fortis)
- Patrizio Fariselli (Arbeit macht frei, Sugo)
- Gianni Sassi (Arbeit macht frei, Rock '80)
- Fabrizio Barbacci (Buon compleanno Elvis, Reset)
- Tony Esposito (I buoni e i cattivi, Aria)
- Roberto De Simone (I buoni e i cattivi, La gatta Cenerentola)
- Luciano Ciccaglioni (Mio fratello è figlio unico, Un sabato italiano)
- Massimo Buzzi (Mio fratello è figlio unico, Il tuffatore)
- Wayne Jackson (Elio Samaga Hukapan Kariyana Turu, Oro, incenso e birra)
- Andrew Love (Elio Samaga Hukapan Kariyana Turu, Oro, incenso e birra)
- Max Casacci (Microchip emozionale, Un sole che brucia)
- Morgan (Microchip emozionale, Metallo non metallo)
- Livio Magnini (Microchip emozionale, Metallo non metallo)
- Sergio Carnevale (Microchip emozionale, Metallo non metallo)
- Andy Fumagalli (Microchip emozionale, Metallo non metallo)
- Agostino Marangolo (Nero a metà, Profondo rosso)
- Mauro Spina (Nero a metà, Suicidio)
- Rosario Jermano (Nero a metà, Oro, incenso e birra)
- George Sims (Rimmel, Patty Pravo)
- Roger Smith (Rimmel, Patty Pravo)
- Franco Di Stefano (Rimmel, Patty Pravo)
- Alberto Visentin (Rimmel, Patty Pravo)
- Ubaldo Consoli (Rimmel, Io e te abbiamo perso la bussola)
- Carlo Ubaldo Rossi (La malavita, Verità supposte)
- Massimo Luca (Traslocando, Via Paolo Fabbri 43)
- Renato Zero (Traslocando, Zerofobia)
- Ennio Morricone (Oro, incenso e birra, Gianni Morandi)
- Polo Jones (Oro, incenso e birra, Pipes & Flowers)
- Alberto Camerini (Sugo, Rockmantico)
- Lucio Fabbri (Sugo, Metallo non metallo)
- Hugh Bullen (Sugo, Pigro)
- Ellade Bandini (Via Paolo Fabbri 43, Concerti)
- Claudio Guidetti (Confusa e felice, Nessuno è solo)
- Davide Toffolo (La testa indipendente, Andate tutti affanculo)
- Giuliano Palma (Sempre più vicini, Un sole che brucia)
- Ruggero Cini (Zerofobia, Patty Pravo)
- Toto Torquati (Un sabato italiano, Il tuffatore)
- Don Backy (Mentre tutto scorre, Mina Live '78)
- Giovanni Pezzoli (Lucio Dalla, Carboni)
- Gianni Zilioli (Lucio Dalla, Alberto Fortis)
- Roberto Colombo (Lucio Dalla, Tango)
- Tiziano Ferro (Horror vacui, Nessuno è solo)
- Flavio Premoli (Storia di un minuto, Alberto Fortis)
- Franz Di Cioccio (Storia di un minuto, Alberto Fortis)
- Claudio Fabi (Storia di un minuto, Alberto Fortis)
- Wanda Spinello (Storia di un minuto, Darwin!)
- Michele Canova Iorfida (Controcultura, Nessuno è solo)
- Tullio De Piscopo (Far finta di essere sani, Quelli che...)
- Umberto Tozzi (Vai Rrouge!, Gloria)
- Gianni Morandi (Vai Rrouge!, Gianni Morandi)
- Luigi Schiavone (Vai Rrouge!, Rock '80)
- Freak Antoni (Rock '80, Kinotto)
- Jimmy Bellafronte (Rock '80, Kinotto)
- Stefano Cavedoni (Rock '80, Kinotto)
- Andy Bellombrosa (Rock '80, Kinotto)
- Gianni Bolelli (Rock '80, Kinotto)
- Frankie Grossolani (Rock '80, Kinotto)
- Leo Ghezzi (Rock '80, Kinotto)
- Claudio Simonetti (Profondo rosso, Sotto il segno dei pesci)
- Christian Rigano (Nessuno è solo, Pipes & Flowers)
- Jimmy Villotti (Concerti, Carboni)
- Enzo Jannacci (Tango, Quelli che...)
- Franco Migliacci (Patty Pravo, Gianni Morandi)
- Paola Orlandi (Gianni Morandi, Quelli che...)
- Antonio Aiazzi (Reset, 17 re)
- Sergio Farina (Mina Live '78, Quelli che...)